# Sant Sadurní de Freixa
Sant Sadurní de Freixa és l'església al seu sector nord-est del poble de Freixa, pertanyent al terme municipal de Soriguera, a la comarca del Pallars Sobirà. Formava part del seu terme primigeni.